# 韋居安
韋居安（?—?），號梅雕。吳興（今浙江湖州）人。
宋度宗咸淳四年（1268年）進士。咸淳八年（1272年），攝教於曆陽（今安徽和县）。景炎元年（1276年），司糾三衢（今浙江衢縣）。著有《梅磵詩話》三卷，丁福保輯入《歷代詩話續編》。有子韋奇。